# گاچو
گاچو، روستایی از توابع بخش شهاب شهرستان قشم در استان هرمزگان ایران است.

## جمعیت
این روستا در دهستان صلخ قرار دارد و براساس سرشماری مرکز آمار ایران در سال ۱۳۸۵، جمعیت آن زیر سه خانوار بوده‌است.